# Flower Boy
„Flower Boy“ (алтернативно озаглавен Scum Fuck Flower Boy) е четвъртият студиен албум на американския рапър Тайлър Дъ Криейтър. Албумът е издаден на 21 юли 2017 г. от Columbia Records. Албума е изцяло продуциран от Tyler и включва гост-вокали от различни артисти, сред които Франк Оушън, ASAP Rocky, Anna of the North, Lil Wayne, Kali Uchis, Steve Lacy, Estelle, Jaden Smith и Rex Orange County.
Албумът получава широко признание от критиците и дебютира под номер две в американския Billboard 200. Номиниран е за най-добър рап албум на 60-а годишна награда Грами.

## Списък с песни
| 1.    | Foreword (featuring Rex Orange County)                      | 3:14 |
| 2.    | Where This Flower Blooms (featuring Frank Ocean)            | 3:14 |
| 3.    | Sometimes...                                                | 0:36 |
| 4.    | See You Again (featuring Kali Uchis)                        | 3:00 |
| 5.    | Who Dat Boy (featuring ASAP Rocky)                          | 3:25 |
| 6.    | Pothole (featuring Jaden Smith)                             | 3:57 |
| 7.    | Garden Shed (featuring Estelle)                             | 3:43 |
| 8.    | Boredom (featuring Rex Orange County and Anna of the North) | 5:20 |
| 9.    | I Ain't Got Time!                                           | 3:26 |
| 10.   | 911 / Mr. Lonely (featuring Frank Ocean and Steve Lacy)     | 4:15 |
| 11.   | Droppin' Seeds (featuring Lil Wayne)                        | 1:00 |
| 12.   | November                                                    | 3:45 |
| 13.   | Glitter                                                     | 3:44 |
| 14.   | Enjoy Right Now, Today                                      | 3:55 |
| 46:34 |                                                             |      |

|  | Тази страница частично или изцяло представлява превод на страницата Flower Boy в Уикипедия на английски. Оригиналният текст, както и този превод, са защитени от Лиценза „Криейтив Комънс – Признание – Споделяне на споделеното“, а за съдържание, създадено преди юни 2009 година – от Лиценза за свободна документация на ГНУ. Прегледайте историята на редакциите на оригиналната страница, както и на преводната страница, за да видите списъка на съавторите. ВАЖНО: Този шаблон се отнася единствено до авторските права върху съдържанието на статията. Добавянето му не отменя изискването да се посочват конкретни източници на твърденията, които да бъдат благонадеждни. |